# Nicholas Britell
Nicholas Britell (Nueva York; 17 de octubre de 1980) es un compositor de cine y televisión estadounidense. Ha recibido numerosos elogios, incluido un premio Emmy, así como nominaciones para tres premios de la Academia a la Mejor Música Original por Moonlight (2016) de Barry Jenkins, If Beale Street Could Talk (2018) y Don't Look Up (2021) de Adam McKay y un premio Grammy. También compuso la música de las películas de McKay The Big Short (2015) y Vice (2018) y es conocido por componer Battle of the Sexes (2017), Cruella (2021) y She Said (2022).
La serie original de HBO Succession (2018-2023) marcó la entrada de Britell en la televisión componiendo en sus cuatro temporadas y ganando el premio Emmy a la mejor música original del tema del título principal en 2019. Su partitura para la segunda y tercera temporada de Succession le valió nominaciones al Premio Primetime Emmy a la Composición Musical Sobresaliente para una Serie en 2020 y 2022. Su partitura para The Underground Railroad fue nominada para el premio Primetime Emmy a la composición musical sobresaliente para una serie limitada o de antología, una película o un especial en 2021.
Sus obras, tal como las describe Soraya McDonald de Film Comment, "parecen combinar orgánicamente la accesibilidad y la sofisticación de una manera que va más allá de la programación típica de una orquesta pop de la gran ciudad... Eso podría tener algo que ver con el hecho de que Britell ha tenido durante mucho tiempo un pie en el mundo del hip-hop y otro en el mundo de la música clásica".

## Primeros años y educación
Britell se crio en una familia judía, en la ciudad de Nueva York. Se graduó como valedictorian de la escuela preparatoria para la universidad Hopkins School en 1999. Britell se graduó de la División Preuniversitaria de la Escuela Juilliard y se graduó de Phi Beta Kappa de la Universidad de Harvard en 2003. En la escuela, fue miembro del grupo de hip-hop instrumental The Witness Protection Program, en el que tocaba teclados y sintetizadores.
Britell es parte de una generación emergente de compositores y artistas que se basan en una gama ecléctica de influencias. Su trabajo está inspirado en artistas como Rachmaninoff, Gershwin, Philip Glass, Zbigniew Preisner, Quincy Jones y Dr. Dre.

## Carrera

### Carrera temprana
En 2008, Britell comenzó a obtener gran notoriedad interpretando su propia obra "Forgotten Waltz No. 2" en el debut como directora de Natalie Portman, el cortometraje Eve. Volvió a colaborar con Portman, escribiendo música para el largometraje New York, I Love You.
En 2011, Britell actuó al piano con el virtuoso del violín Tim Fain en Portals. El proyecto multimedia también contó con actuaciones de Craig Black, Julia Eichten y Haylee Nichele, y contó con música de Philip Glass y Nico Muhly, poesía de Leonard Cohen y coreografía de Benjamin Millepied. Con respecto a esta colaboración, Vogue nombró a Britell entre "...los artistas jóvenes más talentosos en el trabajo..."
Como compositor de cine, Britell creó la música para la película Gimme the Loot, dirigida por Adam Leon. La película competiría en la sección Un Certain Regard del Festival de Cine de Cannes de 2012. Ganó el Gran Premio del Jurado en el Festival de Cine SXSW en 2012. La música de la película recibió elogios especiales de New York Magazine y Variety.
La carrera de composición cinematográfica de Britell continuó en 2012 con la banda sonora del documental de Michele Mitchell para PBS Haiti: Where Did the Money Go? La película, que se transmitió más de 1,000 veces en los Estados Unidos en las estaciones de PBS y se proyectó en el Festival de Cine de Oakland y el Festival de Cine de BolderLife en 2012, se convirtió en ganadora del Premio Edward R. Murrow 2013 al Mejor Documental de Noticias y ganador de un premio CINE Golden Eagle Award 2012 y un premio especial del jurado de CINE al mejor documental de investigación.

### 2012-2015
La música de Britell ocupó un lugar destacado en la película ganadora del Oscar 12 Years a Slave del director Steve McQueen, para la cual compuso y arregló la música en cámara, incluidas las canciones espirituales, las canciones de trabajo, las actuaciones de violín y los bailes. Billboard llamó a Britell "...el arma secreta en la música de 12 años de esclavitud". "My Lord Sunshine", compuesta por Britell para la película, fue elegible para la lista de Mejor Canción Original de los Oscar 2014. Los Angeles Times dijo de "My Lord Sunshine": "Una canción de trabajo, espiritual, un lamento de blues, una declaración comunitaria: 'My Lord Sunshine (Sunrise)' es todo lo anterior y más...[que] Lo logrado por Britell no es una hazaña fácil, y es algo espiritual que se siente y suena de la época y hábilmente entreteje imágenes religiosas con el horror diario de la vida de los esclavos". Britell también reinterpretó notablemente "Roll Jordan Roll" para la película. Su trabajo recibió elogios de la crítica y fue reseñado en The Wall Street Journal.
Como productor de cine, Britell produjo el cortometraje Whiplash, dirigido por Damien Chazelle, que ganó el premio del jurado de cortometrajes: Ficción estadounidense en el Festival de Cine de Sundance de 2013. Posteriormente ayudó a producir la adaptación en largometraje, también dirigido por Chazelle y protagonizado por Miles Teller y JK Simmons. La película Whiplash ganó el Gran Premio del Jurado: Dramático y el Premio del Público: Dramático en el Festival de Cine de Sundance de 2014, recibió 5 nominaciones al Oscar (incluida la de Mejor Película ) y ganó 3 premios. Britell también escribió y produjo la canción "Reaction", produjo la canción "When I Wake" e interpretó y produjo "No Two Words" para la banda sonora de la película.
En 2015, Britell musicalizó The Seventh Fire, documental dirigido por Jack Pettibone Riccobono y presentado por Terrence Malick, que debutó con gran éxito de crítica en el Festival Internacional de Cine de Berlín.
Britell compuso la música de la película debut como directora de Natalie Portman, A Tale of Love and Darkness, que se proyectó en el Festival de Cine de Cannes de 2015. Deadline calificó la partitura de Britell para la película como "fascinante".
Britell también compuso la banda sonora de The Big Short, ganadora del Oscar, dirigida por Adam McKay, protagonizada por Brad Pitt, Christian Bale, Ryan Gosling y Steve Carell, basada en el libro homónimo de Michael Lewis, y estrenada por Paramount en diciembre de 2015. Además, Britell produjo el álbum de la banda sonora de la película.

### 2016-2019
En 2016, Britell compuso la música para el drama histórico ambientada en la era de la Guerra Civil del director Gary Ross, Free State of Jones, protagonizada por Matthew McConaughey, Gugu Mbatha-Raw, Mahershala Ali y Keri Russell. El álbum de la banda sonora, producido por él, fue lanzado el 24 de junio de 2016 en Sony Masterworks.
También en 2016, Britell escribió la partitura original para la película ganadora a la Mejor Película y aclamada por la crítica, Moonlight, dirigida por Barry Jenkins. La partitura de Britell recibió una nominación al Premio de la Academia 2017 a la Mejor banda sonora original y fue nominada a un Globo de Oro 2017 a la Mejor partitura original en la categoría de Película. AO Scott, del New York Times, elogió la partitura de Britell como "...tanto sorprendente como perfecta". La partitura original de Britell se describió como "...una fascinante colección de música que permanecerá en tu mente y en tu corazón de la misma manera que la película", y fue nombrada uno de los diez mejores momentos musicales de 2016 por Brooklyn Magazine. El álbum de la banda sonora de la película, nombrado uno de los 25 mejores álbumes de bandas sonoras de 2016 en iTunes, fue producido por Britell y lanzado por Lakeshore Records, incluida una edición especial de vinilo para coleccionistas. "Middle of the World" de Britell, del álbum de la banda sonora, fue nombrada una de las 25 mejores canciones de bandas sonoras de 2016 en iTunes.
Britell compuso la música para la película Tramps del director Adam Leon en 2016; Netflix adquirió los derechos de distribución mundial de la película durante el Festival Internacional de Cine de Toronto de 2016.
Britell compuso la música para la película biográfica sobre tenis de Fox Searchlight Battle of the Sexes, dirigida por Jonathan Dayton y Valerie Faris, y estrenada en 2017.
Britell compuso la canción principal del octavo álbum de estudio de Christina Aguilera, Liberation (2018).
En 2018, Britell volvió a colaborar con Barry Jenkins, componiendo la música de su película If Beale Street Could Talk. La película recibió una amplia aclamación de la crítica y Britell fue nominado a premios que incluyen el Premio de la Academia a la Mejor Banda Sonora Original, el Premio BAFTA a la Mejor Música Original, y el Premio Critics' Choice Movie a la Mejor Banda Sonora.
Britell compuso la banda sonora de la comedia negra de HBO aclamada por la crítica Succession (2018-2023), su primera vez componiendo para una serie de televisión. Para el tema del título principal de Succession, Britell ganó un premio Primetime Emmy Award por el tema musical original destacado del título principal en 2019. También recibió nominaciones al Primetime Emmy por composición musical sobresaliente para una serie en 2020 y 2022, y una nominación al premio Grammy a la mejor banda sonora para medios visuales en 2023.
En 2019, Britell trabajó con el rapero estadounidense Pusha T para crear un remix del tema principal de Succession. La canción presenta a Pusha T agregando voces de rap sobre el tema principal. Britell describió la colaboración diciendo: "Si iba a colaborar con alguien en esta pista, Pusha T era la elección soñada".

### 2020-presente
El 6 de febrero de 2019, Britell confirmó que estaba componiendo la banda sonora de la serie original de Amazon The Underground Railroad de Barry Jenkins, basada en la novela homónima ganadora del premio Pulitzer de Colson Whitehead. El programa se estrenó en Amazon Video el 14 de mayo de 2021 con gran éxito de crítica tanto para Jenkins como para Britell. Por su partitura, Britell recibió una nominación al Premio Primetime Emmy por Composición Musical Sobresaliente para una Serie Limitada o de Antología, Película o Especial en la 73.ª edición de los Premios Primetime Emmy.
Britell compuso la música para la película Don't Look Up de Adam McKay de 2021, incluida la canción "Just Look Up" interpretada por Ariana Grande y Kid Cudi. Britell recibió una nominación a Mejor Banda Sonora Original en los 94 Premios de la Academia por la banda sonora de la película. Ese mismo año, Britell musicalizó el spin-off de acción en vivo de 101 Dalmatas de Disney, Cruella. En los World Soundtrack Awards, Britell fue galardonado como Compositor de Cine del Año en 2019 por sus partituras para Vice y If Beale Street Could Talk y Compositor de Televisión del Año en 2020 por Succession. Britell también ganó el premio a la Mejor Canción Original en la ceremonia de 2021 junto a Florence Welch por "Call Me Cruella", escrita para Cruella. 
El 16 de febrero de 2022, se reveló que Britell sería el compositor de la banda sonora de la serie de transmisión de Star Wars Andor en Disney +.

## Otros esfuerzos
Britell es un artista que trabaja asociado con la marca Steinway y un asociado creativo de la prestigiosa Escuela Juilliard. En diciembre de 2018, se anunció que Britell formaría parte del colectivo creativo recién formado de Esa-Pekka Salonen "brain trust" ya que Salonen iba a tomar las riendas como director musical de la Sinfónica de San Francisco.

## Vida personal
Britell está casado con la violonchelista Caitlin Sullivan.

## Filmografía

### Como intérprete
| Año  | Título | Director        |
| ---- | ------ | --------------- |
| 2008 | Eve    | Natalie Portman |

### Como compositor

#### Película
| Año  | Título                                      | Director                        |
| ---- | ------------------------------------------- | ------------------------------- |
| 2008 | New York, I Love You                        | Natalie Portman                 |
| 2012 | Haití: Where Did the Money Go               | Michele Mitchell                |
| 2012 | Gimme the Loot                              | Adan León                       |
| 2013 | 12 años de esclavitud (música adicional de) | Steve McQueen                   |
| 2015 | The Seventh Fire                            | Jack Pettibone Riccobono        |
| 2015 | Una historia de amor y oscuridad            | Natalie Portman                 |
| 2015 | La gran apuesta                             | Adan McKay                      |
| 2016 | Free State of Jones                         | Gary Ross                       |
| 2016 | Moonlight                                   | Barry Jenkins                   |
| 2016 | Tramps                                      | Adan León                       |
| 2017 | Batalla de los sexos                        | Jonathan Dayton y Valerie Faris |
| 2018 | If Beale Street Could Talk                  | Barry Jenkins                   |
| 2018 | Vice                                        | Adan McKay                      |
| 2019 | El rey                                      | David Michod                    |
| 2021 | Cruella                                     | Craig Gillespie                 |
| 2021 | Italian Studies                             | Adan León                       |
| 2021 | Don't Look Up                               | Adam McKay                      |
| 2022 | Carmen                                      | Benjamin Millepied              |
| 2022 | She Said                                    | Maria Schrader                  |

#### Televisión
| Año       | Título                   | Notas        |
| --------- | ------------------------ | ------------ |
| 2018-2023 | Succession               | 39 episodios |
| 2021      | The Underground Railroad | 10 episodios |
| 2021      | Ziwé                     | Tema musical |
| 2022      | Lakers: Tiempo de ganar  | 10 episodios |
| 2022      | Andor                    | 12 episodios |

### Como productor
| Año  | Título   | Director        | Notas        |
| ---- | -------- | --------------- | ------------ |
| 2013 | Whiplash | Damien Chazelle | Cortometraje |
| 2014 | Whiplash | Damien Chazelle | Coproductor  |

## Premios y distinciones
Premios Óscar
| Año  | Categoría          | Película                   | Resultado |
| ---- | ------------------ | -------------------------- | --------- |
| 2017 | Mejor banda sonora | Moonlight                  | Nominado  |
| 2019 | Mejor banda sonora | If Beale Street Could Talk | Nominado  |